# Swiss Hockey
La Ligue Suisse de hockey sur gazon (Swiss Hockey) est l'instance nationale gérant le hockey sur gazon et le hockey en salle en Suisse. Elle est affiliée à la Fédération internationale de hockey sur gazon, à la Fédération européenne de hockey et à Swiss Olympic.

## Dirigeants

### Liste des présidents
| N° | Pays | Président          | Club                    | Période     |
| -- | ---- | ------------------ | ----------------------- | ----------- |
| ?? |      | Dagmar Mende       | Red Sox Zurich          | 2015-2018   |
| ?? |      | Frank P. Schneider | Grasshopper Club Zurich | depuis 2018 |

## Organisation des compétitions
La structure des championnats de hockey sur gazon en Suisse désigne le système de classement officiel des championnats du hockey suisse gérés par la Fédération suisse de hockey sur gazon. Elle organise notamment le championnat de Suisse de hockey sur gazon et le championnat de Suisse de hockey en salle. Le nombre exact de clubs représentés varie chaque année mais on peut l'estimer en 2023 à 22.

### Structure des championnats masculins
| Niveau | Championnat                                                | Championnat                                                | Championnat                                                | Championnat                                                | Championnat                                                | Championnat                                                | Championnat                                                | Championnat                                                | Championnat                                                | Championnat                                                | Championnat                                                | Championnat                                                |
| ------ | ---------------------------------------------------------- | ---------------------------------------------------------- | ---------------------------------------------------------- | ---------------------------------------------------------- | ---------------------------------------------------------- | ---------------------------------------------------------- | ---------------------------------------------------------- | ---------------------------------------------------------- | ---------------------------------------------------------- | ---------------------------------------------------------- | ---------------------------------------------------------- | ---------------------------------------------------------- |
| 1      | Ligue Nationale A (LNA) Master 7 équipes Statut amateur    | Ligue Nationale A (LNA) Master 7 équipes Statut amateur    | Ligue Nationale A (LNA) Master 7 équipes Statut amateur    | Ligue Nationale A (LNA) Master 7 équipes Statut amateur    | Ligue Nationale A (LNA) Master 7 équipes Statut amateur    | Ligue Nationale A (LNA) Master 7 équipes Statut amateur    | Ligue Nationale A (LNA) Master 7 équipes Statut amateur    | Ligue Nationale A (LNA) Master 7 équipes Statut amateur    | Ligue Nationale A (LNA) Master 7 équipes Statut amateur    | Ligue Nationale A (LNA) Master 7 équipes Statut amateur    | Ligue Nationale A (LNA) Master 7 équipes Statut amateur    | Ligue Nationale A (LNA) Master 7 équipes Statut amateur    |
| 2      | Ligue Nationale A (LNA) Challenge 7 équipes Statut amateur | Ligue Nationale A (LNA) Challenge 7 équipes Statut amateur | Ligue Nationale A (LNA) Challenge 7 équipes Statut amateur | Ligue Nationale A (LNA) Challenge 7 équipes Statut amateur | Ligue Nationale A (LNA) Challenge 7 équipes Statut amateur | Ligue Nationale A (LNA) Challenge 7 équipes Statut amateur | Ligue Nationale A (LNA) Challenge 7 équipes Statut amateur | Ligue Nationale A (LNA) Challenge 7 équipes Statut amateur | Ligue Nationale A (LNA) Challenge 7 équipes Statut amateur | Ligue Nationale A (LNA) Challenge 7 équipes Statut amateur | Ligue Nationale A (LNA) Challenge 7 équipes Statut amateur | Ligue Nationale A (LNA) Challenge 7 équipes Statut amateur |
| 3      | 1er Ligue 9 équipes Statut amateur                         | 1er Ligue 9 équipes Statut amateur                         | 1er Ligue 9 équipes Statut amateur                         | 1er Ligue 9 équipes Statut amateur                         | 1er Ligue 9 équipes Statut amateur                         | 1er Ligue 9 équipes Statut amateur                         | 1er Ligue 9 équipes Statut amateur                         | 1er Ligue 9 équipes Statut amateur                         | 1er Ligue 9 équipes Statut amateur                         | 1er Ligue 9 équipes Statut amateur                         | 1er Ligue 9 équipes Statut amateur                         | 1er Ligue 9 équipes Statut amateur                         |

### Structure des championnats féminins
| Niveau | Championnat                                      | Championnat                                      | Championnat                                      | Championnat                                      | Championnat                                      | Championnat                                      | Championnat                                      | Championnat                                      | Championnat                                      | Championnat                                      | Championnat                                      | Championnat                                      |
| ------ | ------------------------------------------------ | ------------------------------------------------ | ------------------------------------------------ | ------------------------------------------------ | ------------------------------------------------ | ------------------------------------------------ | ------------------------------------------------ | ------------------------------------------------ | ------------------------------------------------ | ------------------------------------------------ | ------------------------------------------------ | ------------------------------------------------ |
| 1      | Ligue Nationale A (LNA) 8 équipes Statut amateur | Ligue Nationale A (LNA) 8 équipes Statut amateur | Ligue Nationale A (LNA) 8 équipes Statut amateur | Ligue Nationale A (LNA) 8 équipes Statut amateur | Ligue Nationale A (LNA) 8 équipes Statut amateur | Ligue Nationale A (LNA) 8 équipes Statut amateur | Ligue Nationale A (LNA) 8 équipes Statut amateur | Ligue Nationale A (LNA) 8 équipes Statut amateur | Ligue Nationale A (LNA) 8 équipes Statut amateur | Ligue Nationale A (LNA) 8 équipes Statut amateur | Ligue Nationale A (LNA) 8 équipes Statut amateur | Ligue Nationale A (LNA) 8 équipes Statut amateur |
| 2      | Ligue Nationale B (LNB) 7 équipes Statut amateur | Ligue Nationale B (LNB) 7 équipes Statut amateur | Ligue Nationale B (LNB) 7 équipes Statut amateur | Ligue Nationale B (LNB) 7 équipes Statut amateur | Ligue Nationale B (LNB) 7 équipes Statut amateur | Ligue Nationale B (LNB) 7 équipes Statut amateur | Ligue Nationale B (LNB) 7 équipes Statut amateur | Ligue Nationale B (LNB) 7 équipes Statut amateur | Ligue Nationale B (LNB) 7 équipes Statut amateur | Ligue Nationale B (LNB) 7 équipes Statut amateur | Ligue Nationale B (LNB) 7 équipes Statut amateur | Ligue Nationale B (LNB) 7 équipes Statut amateur |

## Palmarès des équipes de Suisse
Il existe en Suisse un total de huit équipes nationales différentes, reconnues et dirigées par Swiss Hockey.
| Équipe de Suisse masculine A | Équipe de Suisse masculine A | Équipe de Suisse masculine A |
| Compétitions intercontinentales | Compétitions continentales | Trophées divers |
| --- | --- | --- |
| Coupe du monde de hockey en salle Quatrième en 2003 Jeux Olympiques Cinquième en 1936 et 1948 | Championnat d'Europe de hockey sur gazon (division II) Quatrième en 2007 Championnat d'Europe de hockey sur gazon (division III) Vainqueur en 2013 Deuxième en 2019 Quatrième en 2011 Championnat d'Europe de Hockey5's Quatrième en 2022 Championnat d'Europe de hockey en salle (division I) Troisième en 1974 et 1999 Quatrième en 2022 Championnat d'Europe de hockey en salle (division II) Vainqueur en 1997 et 2020 Deuxième en 2010 et 2014 | Coupe des Alpes (10 titres) Vainqueur en 1981, 1989, 1990, 1992, 1995, 1996, 1998, 2002, 2008 et 2012 Deuxième en 1984, 1994, et 2000 Troisième en 1982, 1986, 2003, 2004 et 2006 |
| -21 ans | -18 ans | -16 ans |
| Championnat d'Europe de hockey sur gazon (division II) Troisième en 2000 Championnat d'Europe de hockey sur gazon (division III) Vainqueur en 2010 et 2022 Deuxième en 1998 Championnat d'Europe de hockey en salle (division I) Vainqueur en 1992 et 2011 Deuxième en 2023 Troisième en 1989, 2002 et 2019 Quatrième en 2000 et 2009 | Championnat d'Europe de hockey sur gazon (division II) Troisième en 2002, 2007 et 2015 Quatrième en 2003, 2005 et 2011 Championnat d'Europe de hockey sur gazon (division III) Vainqueur en 2021 | Championnat d'Europe de Hockey5's Troisième en 2022 Quatrième en 2017 et 2019 Championnat d'Europe de hockey sur gazon (division II) Vainqueur en 2006 et 2014 Deuxième en 2002 Troisième en 2004 Quatrième en 2003 Championnat d'Europe de hockey sur gazon (division III) Deuxième en 2012 |
| Équipe de Suisse féminine A | | |
| Compétitions intercontinentales | Compétitions continentales | Trophées divers |
| Coupe du monde de hockey en salle Cinquième en 2018 | Championnat d'Europe de hockey sur gazon (division III) Vainqueur en 2009 Deuxième en 2017 et 2021 Troisième en 2007, 2013 et 2019 Championnat d'Europe de Hockey5's Quatrième en 2023 Championnat d'Europe de hockey en salle (division II) Deuxième en 2016 Troisième en 2008 Quatrième en 2002, 2010, 2012, 2014 et 2022 Cinquième en 2004 et 2006                                                                                               | Coupe des Alpes (2 titres) Vainqueur en 2009 et 2010 Troisième en 2007 et 2011 |
| Autres équipes de Suisse féminine | | |
| -21 ans | -18 ans | -16 ans |
| Championnat d'Europe de hockey sur gazon (division III) Troisième en 2000 et 2022 Championnat d'Europe de hockey en salle (division I) Troisième en 2019 Quatrième en 2003 et 2017 | Championnat d'Europe de hockey sur gazon (division II) Quatrième en 2002 Championnat d'Europe de hockey sur gazon (division III) Vainqueur en 2007 et 2018 Deuxième en 2016 Troisième en 2005 et 2015 | Championnat d'Europe de Hockey5's Deuxième en 2019 Championnat d'Europe de hockey sur gazon (division II) Vainqueur en 2006 et 2014 |